# Leszek Laszkiewicz
Leszek Laszkiewicz (* 11. August 1978 in Jastrzębie-Zdrój) ist ein polnischer Eishockeyspieler, der seit November 2013 beim JKH GKS Jastrzębie in der Ekstraliga unter Vertrag steht. Sein Bruder Daniel Laszkiewicz ist ebenfalls ein professioneller Eishockeyspieler.

## Karriere
Leszek Laszkiewicz begann seine Karriere als Eishockeyspieler in der Nachwuchsabteilung von JKH GKS Jastrzębie. Von dort aus wechselte er zu SMS I Sosnowiec, für dessen Profimannschaft „Olimpia“ er in der East European Hockey League sein Debüt im Erwachsenenbereich gab. Von 1997 bis 1999 lief der Flügelspieler für die Nürnberg Ice Tigers in der Deutschen Eishockey Liga auf. Zur Saison 1999/2000 kehrte er in seine polnische Heimat zurück und spielte für KTH Krynica. Anschließend verbrachte er zwei Jahre bei Aksam Unia Oświęcim. Mit der Mannschaft gewann er zwei Mal in Folge den polnischen Meistertitel. Zur Saison 2002/03 gelang ihm der Sprung in die tschechische Extraliga, in der er den Großteil der Spielzeit beim HC Vítkovice verbrachte, ehe er sie beim HC Femax Havířov beendete.
In der Saison 2003/04 trat Laszkiewicz erneut für Aksam Unia Oświęcim in der Ekstraliga an. Mit der Mannschaft gewann er erneut den nationalen Meistertitel. In der folgenden Spielzeit stand er beim HC Milano Vipers aus der italienischen Serie A1 unter Vertrag. Mit der Mannschaft aus Mailand wurde er auf Anhieb Italienischer Meister und gewann zudem die Coppa Italia. Im Anschluss an das erfolgreiche Auslandsjahr wechselte er zum KS Cracovia. Mit Cracovia gewann er in den Jahren 2006, 2008, 2009, 2011 und 2013 fünf weitere Male den polnischen Meistertitel. Er selbst entwickelte sich bei Cracovia zu einem der Starspieler der Ekstraliga und wurde mehrfach Topscorer. Nach dem fünften Meistertitel mit Cracovia wechselte Laszkiewicz 2013 zum KTH Krynica zurück, der in diesem Jahr aus der I liga in die Ekstraliga zurückgekehrt war. Nachdem dieser in finanzielle Probleme geraten war, löste Laszkiewicz seinen Vertrag dort auf und ging zum JKH GKS Jastrzębie.

### International
Für Polen nahm Laszkiewicz im Juniorenbereich zunächst an der U18-Junioren-B-Europameisterschaft 1995 und 1996 teil, wobei er 1996 als Topscorer und -torschütze des Turniers auch in das All-Star-Team gewählt wurde. Es folgten die Teilnahmen an der U20-Junioren-Weltmeisterschaft 1997 sowie der U20-Junioren-B-Weltmeisterschaft 1998.
Im Seniorenbereich stand er im Aufgebot seines Landes bei den B-Weltmeisterschaften 1998, 1999 und 2000. Bei der Weltmeisterschaft 2001 gelang ihm mit seiner Mannschaft beim Turnier der Gruppe A der Division I der Titelgewinn und damit verbunden der erste Aufstieg in die Top-Division nach zehn Jahren. Dort konnten die Polen zwar in der Abstiegsrunde nach Siegen über Italien (5:1) und Japan (5:2) zwar Platz zwei hinter Slowenien belegen, mussten aber trotzdem gemeinsam mit den Italienern den Weg in die Zweitklassigkeit antreten, da dem Fernen Osten aufgrund des damaligen Reglements ein Platz in der Top-Division zustand und die japanische Mannschaft so trotz des letzten Platzes nicht absteigen musste.
Bei den Weltmeisterschaften 2003, 2004, 2005, 2006, 2007, 2008, 2009, 2010, 2011, 2012, 2013, 2014 und 2015 spielte Laszkiewicz dann mit Polen wieder in der Division I, wobei er 2010 und 2011 als Kapitän der Mannschaft fungierte. 2012 war er nach Mannschaftskamerad Marcin Kolusz der zweitbeste Scorer der Gruppe B der Division I und wurde auch in das All-Star-Team dieses Turniers gewählt. Zudem war er gemeinsam mit Kolusz und dem Südkoreaner Kim Won-jung auch zweitbester Torschütze hinter dem Niederländer Diederick Hagemeijer und hinter Kolusz zweitbester Vorbereiter des Turniers. 2014 war er gemeinsam mit dem Litauer Donatas Kumeliauskas zweitbester Torschütze des Turniers hinter dem Briten Colin Shields und trug damit maßgeblich zum Aufstieg der Polen aus der B-Gruppe der Division I in die A-Gruppe bei. Zudem stand er bei den Qualifikationsturnieren für die Olympischen Winterspiele 2006 in Turin, 2010 in Vancouver und 2014 in Sotschi auf dem Eis.

## Erfolge und Auszeichnungen
| - 1999 Deutscher Vizemeister mit den Nürnberg Ice Tigers - 2001 Polnischer Meister mit Aksam Unia Oświęcim - 2002 Polnischer Meister mit Aksam Unia Oświęcim - 2004 Polnischer Meister mit Aksam Unia Oświęcim - 2005 Italienischer Meister mit HC Milano Vipers - 2005 Coppa Italia mit dem HC Milano Vipers - 2006 Polnischer Meister mit KS Cracovia - 2008 Polnischer Meister mit KS Cracovia - 2009 Polnischer Meister mit KS Cracovia - 2009 Topscorer der Ekstraliga | - 2009 Bester Vorlagengeber der Ekstraliga - 2010 Topscorer der Ekstraliga - 2011 Polnischer Meister mit KS Cracovia - 2011 Bester Torschütze der Ekstraliga - 2011 Beste Plus/Minus-Bilanz der Ekstraliga - 2012 Topscorer der Ekstraliga - 2012 Bester Torschütze der Ekstraliga - 2012 Bester Vorlagengeber der Ekstraliga - 2013 Polnischer Meister mit KS Cracovia |

### International
- 1996 Topscorer, bester Torschütze und Mitglied des All-Star-Teams bei der U-18-Junioren-B-Europameisterschaft
- 2001 Aufstieg in die Top-Division bei der Weltmeisterschaft der Division I, Gruppe A
- 2012 All-Star-Team der Weltmeisterschaft der Division I, Gruppe B
- 2014 Aufstieg in die Division I, Gruppe A, bei der Eishockey-Weltmeisterschaft der Division I, Gruppe B

## Liga-Statistik
(Stand:Ende der Spielzeit 2015/16)